# Équipe d'Espagne de football au Championnat d'Europe 1984
L'équipe d'Espagne de football participe à sa 3e phase finale de championnat d'Europe lors de l'édition 1984 qui se tient en France du 12 juin 1984 au 27 juin 1984.
L'Espagne termine en tête du groupe 2 puis élimine le Danemark aux tirs au but en demi-finale. Elle dispute sa deuxième finale, après celle de 1964 contre la France. L'Espagne s'incline 2-0. Cette finale de 1984 reste notamment en mémoire pour l'erreur du gardien espagnol Luis Arconada qui laisse le ballon lui échapper des mains et passer sous son corps sur le premier but de Michel Platini à la 57e minute. Depuis, lorsqu'un gardien réalise la même erreur, on dit qu'il a commis une arconada.

## Phase qualificative
La phase qualificative est composée de quatre groupes de cinq nations et trois groupes de quatre nations. Les sept vainqueurs de poule se qualifient pour l'Euro 1984 et ils accompagnent la France, qualifiée d'office en tant que pays organisateur. L'Espagne remporte le groupe 7.
| Rang | Équipe               | Pts | J | G | N | P | Bp | Bc | Diff |  | Résultats (▼ dom., ► ext.) |     |     |     |     |      |
| ---- | -------------------- | --- | - | - | - | - | -- | -- | ---- |  | -------------------------- | --- | --- | --- | --- | ---- |
| 1    | Espagne              | 13  | 8 | 6 | 1 | 1 | 24 | 8  | +16  |  | Espagne                    |     | 1-0 | 2-0 | 1-0 | 12-1 |
| 2    | Pays-Bas             | 13  | 8 | 6 | 1 | 1 | 22 | 6  | +16  |  | Pays-Bas                   | 2-1 |     | 2-1 | 3-0 | 5-0  |
| 3    | République d'Irlande | 9   | 8 | 4 | 1 | 3 | 20 | 10 | +10  |  | République d'Irlande       | 3-3 | 2-3 |     | 2-0 | 8-0  |
| 4    | Islande              | 3   | 8 | 1 | 1 | 6 | 3  | 13 | -10  |  | Islande                    | 0-1 | 1-1 | 0-3 |     | 1-0  |
| 5    | Malte                | 2   | 8 | 1 | 0 | 7 | 5  | 37 | -32  |  | Malte                      | 2-3 | 0-6 | 0-1 | 2-1 |      |

## Phase finale

### Premier tour
| Groupe 2 |                      |     |   |   |   |   |    |    |      |
|          | Équipe               | Pts | J | G | N | P | BP | BC | Diff |
| 1        | Espagne              | 4   | 3 | 1 | 2 | 0 | 3  | 2  | +1   |
| 2        | Portugal             | 4   | 3 | 1 | 2 | 0 | 2  | 1  | +1   |
| 3        | Allemagne de l'Ouest | 3   | 3 | 1 | 1 | 1 | 2  | 2  | 0    |
| 4        | Roumanie             | 1   | 3 | 0 | 1 | 2 | 2  | 4  | -2   |

| 14 juin | Allemagne de l'Ouest | 0 | 0 | Portugal |
| 14 juin | Roumanie             | 1 | 1 | Espagne  |
| 17 juin | Allemagne de l'Ouest | 2 | 1 | Roumanie |
| 17 juin | Portugal             | 1 | 1 | Espagne  |
| 20 juin | Allemagne de l'Ouest | 0 | 1 | Espagne  |
| 20 juin | Portugal             | 1 | 0 | Roumanie |

| 14 juin 1984                      | Espagne             | 1 – 1 | Roumanie   | Stade Geoffroy-Guichard, Saint-Étienne         |                                                |
| 20:30 · Historique des rencontres | Carrasco 22e (pen.) |       | Bölöni 35e | Spectateurs : 17 012 Arbitrage : Alexis Ponnet | Spectateurs : 17 012 Arbitrage : Alexis Ponnet |
| 20:30 · Historique des rencontres | (Rapport)           |       |            | Spectateurs : 17 012 Arbitrage : Alexis Ponnet | Spectateurs : 17 012 Arbitrage : Alexis Ponnet |

| 17 juin 1984                      | Espagne        | 1 – 1 | Portugal           | Stade Vélodrome, Marseille                      |                                                 |
| 20:30 · Historique des rencontres | Santillana 73e |       | Gomes de Sousa 52e | Spectateurs : 30 000 Arbitrage : Michel Vautrot | Spectateurs : 30 000 Arbitrage : Michel Vautrot |
| 20:30 · Historique des rencontres | (Rapport)      |       |                    | Spectateurs : 30 000 Arbitrage : Michel Vautrot | Spectateurs : 30 000 Arbitrage : Michel Vautrot |

| 20 juin 1984                      | Espagne    | 1 – 0 | Allemagne de l'Ouest | Parc des Princes, Paris                           |                                                   |
| 20:30 · Historique des rencontres | Maceda 90e |       |                      | Spectateurs : 47 691 Arbitrage : Vojtěch Christov | Spectateurs : 47 691 Arbitrage : Vojtěch Christov |
| 20:30 · Historique des rencontres | (Rapport)  |       |                      | Spectateurs : 47 691 Arbitrage : Vojtěch Christov | Spectateurs : 47 691 Arbitrage : Vojtěch Christov |

### Demi-finale
| Entraîneur : |
| M. Muñoz     |

| Entraîneur : |
| S.Piontek    |

| Entraîneur : |
| M. Muñoz     |

| Entraîneur : |
| S.Piontek    |

### Finale
| Titulaires : |  |
| |  |
| 1 Joël Bats · 5 Patrick Battiston 73e · 4 Maxime Bossis · 15 Yvon Le Roux 85e · 3 Jean-François Domergue · 14 Jean Tigana · 6 Luis Fernandez · 10 Michel Platini · 12 Alain Giresse · 17 Bernard Lacombe 80e · 11 Bruno Bellone · |  |
| Remplaçants : |  |
| 73e 2 Manuel Amoros · 80e 9 Bernard Genghini · |  |
| Entraîneur : |  |
| Michel Hidalgo |  |

| Titulaires : |  |
| |  |
| 1 Luis Arconada · 2 Santiago Urquiaga · 12 Salvador García 85e · 10 Ricardo Gallego · 3 José Antonio Camacho · 14 Julio Alberto Moreno 75e · 7 Juan Antonio Señor · 8 Víctor Muñoz · 16 Francisco López Alfaro · 9 Carlos Santillana · 11 Francisco José Carrasco · |  |
| Remplaçants : |  |
| 75e 19 Manuel Sarabia · 85e 15 Roberto Fernández · |  |
| Entraîneur : |  |
| Miguel Muñoz |  |

| Titulaires : |  |
| |  |
| 1 Joël Bats · 5 Patrick Battiston 73e · 4 Maxime Bossis · 15 Yvon Le Roux 85e · 3 Jean-François Domergue · 14 Jean Tigana · 6 Luis Fernandez · 10 Michel Platini · 12 Alain Giresse · 17 Bernard Lacombe 80e · 11 Bruno Bellone · |  |
| Remplaçants : |  |
| 73e 2 Manuel Amoros · 80e 9 Bernard Genghini · |  |
| Entraîneur : |  |
| Michel Hidalgo |  |

| Titulaires : |  |
| |  |
| 1 Luis Arconada · 2 Santiago Urquiaga · 12 Salvador García 85e · 10 Ricardo Gallego · 3 José Antonio Camacho · 14 Julio Alberto Moreno 75e · 7 Juan Antonio Señor · 8 Víctor Muñoz · 16 Francisco López Alfaro · 9 Carlos Santillana · 11 Francisco José Carrasco · |  |
| Remplaçants : |  |
| 75e 19 Manuel Sarabia · 85e 15 Roberto Fernández · |  |
| Entraîneur : |  |
| Miguel Muñoz |  |

## Effectif
Sélectionneur : Miguel Muñoz
| No. | Pos.      | Joueur                  | Date de naissance et âge | Sélec. | Club            |
| --- | --------- | ----------------------- | ------------------------ | ------ | --------------- |
| 1   | Gardien   | Luis Arconada           | 26 juin 1954             | 57     | Real Sociedad   |
| 2   | Défenseur | Santiago Urquiaga       | 18 avril 1958            | 9      | Athletic Bilbao |
| 3   | Défenseur | José Antonio Camacho    | 8 juin 1955              | 48     | Real de Madrid  |
| 4   | Défenseur | Antonio Maceda          | 16 mai 1957              | 18     | Sporting Gijón  |
| 5   | Défenseur | Andoni Goikoetxea       | 23 mai 1956              | 12     | Athletic Bilbao |
| 6   | Défenseur | Rafael Gordillo         | 24 février 1957          | 49     | Betis Séville   |
| 7   | Milieu    | Juan Antonio Señor      | 26 août 1958             | 15     | Real Saragosse  |
| 8   | Milieu    | Víctor Muñoz            | 15 mars 1957             | 20     | FC Barcelone    |
| 9   | Attaquant | Carlos Santillana       | 23 août 1952             | 48     | Real de Madrid  |
| 10  | Milieu    | Ricardo Gallego         | 8 février 1959           | 12     | Real de Madrid  |
| 11  | Attaquant | Francisco José Carrasco | 6 mars 1959              | 21     | FC Barcelone    |
| 12  | Défenseur | Salvador García         | 4 mars 1961              | 3      | Real Saragosse  |
| 13  | Gardien   | Francisco Buyo          | 13 janvier 1958          | 2      | Séville FC      |
| 14  | Défenseur | Julio Alberto Moreno    | 7 octobre 1958           | 5      | FC Barcelone    |
| 15  | Milieu    | Roberto Fernández       | 5 juillet 1962           | 2      | Valence CF      |
| 16  | Milieu    | Francisco López         | 1er novembre 1962        | 5      | Séville FC      |
| 17  | Attaquant | Marcos Alonso           | 1er octobre 1959         | 19     | FC Barcelone    |
| 18  | Attaquant | Emilio Butragueño       | 22 juillet 1963          | 0      | Real de Madrid  |
| 19  | Attaquant | Manuel Sarabia          | 9 janvier 1957           | 8      | Athletic Bilbao |
| 20  | Gardien   | Andoni Zubizarreta      | 23 octobre 1961          | 0      | Athletic Bilbao |

## Navigation